# Ronald Sjögren
Ronald Artur Ernst Sjögren, född 19 maj 1907 i Stockholm, död 11 november 1983 i Nykvarn, var en svensk kompositör och sångtextförfattare. Han var även verksam under pseudonymen Roni.
Sjögren är begravd på Taxinge kyrkogård.